# Robert-Reisen
ROBERT-Reisen ist ein Busunternehmen in der Gemeinde Thalfang im Landkreis Bernkastel-Wittlich, welches Linienverkehr mit eigener Konzession im Verkehrsverbund Region Trier sowie Busreisen anbietet.

## Geschichte
Das Unternehmen wurde nach der Weltwirtschaftskrise 1932 gegründet. Damals befuhr das Unternehmen die Busverbindung Heidenburg – Trier. Erst nach dem Zweiten Weltkrieg begann das Unternehmen 1949 mit dem Berufsverkehr ins Saarland. Im Zuge der folgenden Entwicklungen sank die Zahl der eingesetzten Busse jedoch von acht auf nur zwei ab. Ab den 1980er Jahren erfolgte im Zuge des allgemein Anstiegs des Reiseverkehrs der Einstieg in die Bustouristik.

## Betriebsbereiche
Die seit 1949 bestehende Linie von Heidenburg nach Trier wird, verlängert bis Thalfang (teils bis Erbeskopf), weiterhin von ROBERT-Reisen betrieben.
Auch werden regelmäßig Gruppenreisen und Tagesausflüge, vor allem in die Urlaubsgebiete Europas angeboten. Hinzu kommen einige innerdeutsche Reiseziele sowie die Möglichkeit der Busvermietung.

## Fuhrpark
Der Fuhrpark besteht aus zwei Linienfahrzeugen, einem Setra S 315 UL und einem Setra S 415 UL. Beide Wagen werden ausschließlich auf der Linie von Heidenburg nach Trier und zurück eingesetzt.
Es existieren des Weiteren zwei Kleinbusse, ein Mercedes-Benz Sprinter CDI und ein Mercedes-Benz O 818 Destino, ebenfalls für den Einsatz im Linienverkehr.
Außerdem befinden sich noch zwei Mercedes-Benz Travego im Fuhrpark.